# Discovery (album, Pink Floyd)
Discovery je box set britské rockové skupiny Pink Floyd, který byl vydán 26. září 2011 v rámci projektu Why Pink Floyd...? Obsahuje celkem 16 CD se všemi 14 studiovými alby skupiny (včetně živě nahrané části desky Ummagumma) vydaných mezi lety 1967 a 1994. Všechna alba s výjimkou živého disku alba Ummagumma (obsahuje remaster z roku 1994) jsou nově digitálně remasterována Jamesem Guthrie a jsou doplněna o 60stránkový art workový booklet od Storma Thorgersona.
Současně byly rovněž vydány samostatné reedice jednotlivých alb v provedení Discovery.

## Seznam disků
- The Piper at the Gates of Dawn (1967)
- A Saucerful of Secrets (1968)
- Soundtrack from the Film More (1969)
- Ummagumma (1969, dvojalbum)
- Atom Heart Mother (1970)
- Meddle (1971)
- Obscured by Clouds (1972)
- The Dark Side of the Moon (1973)
- Wish You Were Here (1975)
- Animals (1977)
- The Wall (1979, dvojalbum)
- The Final Cut (1983)
- A Momentary Lapse of Reason (1987)
- The Division Bell (1994)